# 8551 Daitarabochi
8551 Daitarabochi è un asteroide della fascia principale. Scoperto nel 1994, presenta un'orbita caratterizzata da un semiasse maggiore pari a 3,9957672 UA e da un'eccentricità di 0,1562471, inclinata di 14,21150° rispetto all'eclittica.